# Horní Slavkov
Horní Slavkov (Duits: Schlaggenwald) is een stad en gemeente in de Tsjechische regio Karlsbad. De gemeente ligt op 558 meter hoogte, ongeveer 10 kilometer ten oosten van de districtshoofdstad Sokolov. De gemeente ligt in het natuurgebied Slavkovský les.
Naast de stad Horní Slavkov liggen ook de dorpen Ležnice, Ležnička, Kounice, Kfely, Bošířany en Třídomí binnen de gemeentegrenzen. In de gemeente liggen vier spoorwegstations. Aan de lijn van Bečov nad Teplou naar Loket liggen drie stations: Ležnice, Horní Slavkov en in het noordwesten van de gemeente Horní Slavkov zastávka. Aan de lijn van Bečov nad Teplou naar Karlsbad ligt, in het noordoosten van de gemeente, station Kfely. Aan de oostgrens van de gemeente stroomt de rivier Teplá.

## Geschiedenis
Vanwege de aanwezigheid van grondstoffen in het gebied waar Horní Slavkov nu ligt vestigden de Boii zich al voor het begin van onze jaartelling in deze omgeving. De eerste schriftelijke vermelding stamt uit het jaar 1202. De naam Schlakkowald kreeg de stad rond het jaar 1333 van stichter Slackko von Riesenburg. In 1547 kreeg Horní Slavkov de status van keizerlijke vrije bergstad.
Rond het jaar 1920 woonden er 3.305 mensen in de stad. Hieronder waren maar 39 Tsjechen, van de overigen was de meerderheid Duits. Na de Tweede Wereldoorlog werden deze Duitsers verdreven en vestigden zich veel Tsjechen in de stad.

Březová · Bublava · Bukovany · Chlum Svaté Maří · Chodov · Citice · Dasnice · Dolní Nivy · Dolní Rychnov · Habartov · Horní Slavkov · Jindřichovice · Josefov · Kaceřov · Krajková · Královské Poříčí · Kraslice · Krásno · Kynšperk nad Ohří · Libavské Údolí · Loket · Lomnice · Nová Ves · Nové Sedlo · Oloví · Přebuz · Rotava · Rovná · Staré Sedlo · Stříbrná · Svatava · Šabina · Šindelová · Sokolov · Tatrovice · Těšovice · Vintířov · Vřesová